# Кухонний комбайн
Кухо́нний комба́йн (англ. food processor) — багатофункціональний електро-механічний побутовий прилад, призначений для обробки різних продуктів. 

## Загальний опис
Кухонний комбайн поєднує в собі ряд універсальних функцій: міксер, тертка, блендер, м'ясорубка, скиборізка, шатківниця.
Залежно від типу пристрою може бути:
- З соковижималкою;
- Зі шнековою м'ясорубкою;
- Універсальним — соковижималка і м'ясорубка одночасно.

## Історія
Уперше малі кухонні прилади були застосовані у виноробстві для змішування винного купажу. Широке визнання кухонні комбайни отримали в 1970-ті роки XX століття, після поширення ідеї француза американського походження — Карла Сонтхаймера про використання блендерів у побуті. За іншою версією, кухонні комбайни беруть свій початок від ручних млинів, м'ясорубок і міксерів (відомі з 1919 року, коли компанія Troy Metal Products випустила перший громіздкий і незручний у використанні прилад цього класу). Якщо ж відкинути прилади-попередники, то часом винаходу універсальних кухонних комбайнів слід назвати середину 60-х років XX століття, а винахідником — П'єра Вердені, засновника компанії Robot Coupe. У XXI столітті велика частина кухонних комбайнів у світі виробляється компаніями, що не мають відношення до початкового періоду їх історії.

## Основні функції
- Подрібнення, шаткування;
- Збивання коктейлів, кремів, мусів;
- Заміс тіста;
- Витискання соків.

## Будова
Основними компонентами кухонного комбайна є моторний блок, робоча чаша і насадки.
- Мотор — відповідає за обертання насадок. Найчастіше кухонний комбайн дозволяє регулювати швидкість обертання.
- Робоча чаша — найчастіше виготовляється з прозорої пластмаси або скла, але іноді з металу.